# William Frederick Purcell
William Frederick Purcell (* 18. September 1866 in London; † 3. Oktober 1919 in Bergvliet, Kapstadt) war ein südafrikanischer Arachnologe und Zoologe. Er gilt als Pionier der Arachnologie in Südafrika.
Purcell war der Sohn eines irischen Farmers, der nach Südafrika auswanderte und ab 1868 in Kapstadt wohnte, seine Mutter Sophia war eine geborene Herzog. Er wuchs auf der Farm seines Onkels mütterlicherseits in Bergvliet auf und studierte 1884 bis 1887 an der Universität Kapstadt (Bachelor of Science in Naturwissenschaft, Mathematik) und an mehreren deutschen Universitäten und wurde 1895 in Berlin über Spinnen promoviert. 1896 wurde er erster Assistent am South African Museum (nachdem er sich vergeblich als Direktor beworben hatte als Nachfolger von Roland Trimen). Zuvor hatte er seine Insektensammlung dem Museum gestiftet. Er war am Museum zuständig für wirbellose Landtiere (außer Insekten) und blieb bis 1905 am Museum, als er aufgrund von Gesundheitsproblemen zurücktrat. Er blieb aber bis 1908 Honorary Keeper. Purcell zog auf die Familien-Farm in Bergvliet (heute ein Vorort von Kapstadt), wo seine Mutter und Schwester lebten, befasste sich auch weiter mit Arachnologie, widmete sich aber hauptsächlich der Botanik und der Verwaltung der Farm. Er legte ein Herbarium der Wildpflanzen auf seiner Farm und deren Umgebung an (mit 2500 Blättern), das heute am Compton Herbarium (Nationales Institut für Botanik, Kapstadt) ist.
Purcell erstbenannte zahlreiche Spinnen und Skorpione in Südafrika, darunter die Vogelspinnen-Gattung Harpactirella und den Skorpion Parabuthus transvaalicus. Er befasste sich besonders mit Mygalomorphae.
Als Arachnologe war er ein Pionier in Südafrika, dessen Spinnen-Fauna vorher gelegentlich nach eingesandten Exemplaren von Experten des Natural History Museum in London bearbeitet wurde (Reginald Innes Pocock und dessen Nachfolger für Spinnen und Myriapoden Arthur Stanley Hirst sowie der Geistliche und Arachnologe Octavius Pickard-Cambridge (1828–1917)). 
Bei der Forschung über Spinnen arbeitete er mit seiner Ehefrau Anna Purcell zusammen. Sein Nachfolger als Arachnologe und Assistent für Landwirbellose am South African Museum war Richard William Ethelbert Tucker.
Purcell war Mitglied der South African Philosophical Society, und als diese 1908 die Royal Society of South Africa wurde, war er einer von deren ersten Fellows. 1917 war er in ihrem Rat. Ab 1905 war er Mitglied der British Association for the Advancement of Science und ab 1910 der South African Association for the Advancement of Science. Er war auch korrespondierendes Mitglied der Zoological Society of London. 1900 bis 1903 war er externer Prüfer (Examiner) für Zoologie der Universität Kapstadt.
Purcell war an Lokalgeschichte von Kapstadt interessiert und war die treibende Kraft hinter dem Erwerb des Koopman-De Wet House in Kapstadt durch das South African Museum 1911 und dessen Umwandlung in ein Heimatmuseum.

## Schriften
- Development and origin of the respiratory organs of Araneae, London, 1909